# Kanton Limoges-2
Der Kanton Limoges-2 ist seit 2015 ein französischer Wahlkreis im Arrondissement Limoges, im Département Haute-Vienne und in der Region Nouvelle-Aquitaine.
Der Kanton besteht aus dem nordwestlichen Teil der Stadt Limoges mit insgesamt 15.306 Einwohnern (Stand: 2022)